# Charly (píseň)
Charly je debutový singl britské elektronické skupiny The Prodigy z jejich prvního alba Experience. Verze na albu je výrazně delší remix. V Británii vyšel 12. srpna 1991 přes XL Recordings jako formát SP, CD a MC. Téměř po roce vyšel v USA jako dvojitý A-stranový singl s „Everybody in the Place“ na 18. června 1992 přes Elektra Records jako CD, Digipak a Maxi-singel.
K 1. říjnu 1992 se ho v Británii prodalo víc než 200 000 kopií, což mu vyneslo stříbrnou desku.

## Seznam skladeb

### US 12" vinyl Promo
1. „Charly“ (Beltram Says Mix) – 5:27
2. „Charly“ (Alley Cat Mix) – 5:27
3. „Everybody in the Place“ (Moby Dance Hall Version) – 5:33
4. „Everybody in the Place“ (Fairground Mix) – 5:08

### US CD Promo
1. „Charly“ (Beltram Says Mix) – 5:27
2. „Charly“ (Alley Cat Mix) – 5:27
3. „Everybody in the Place“ (Moby Dance Hall Version) – 5:33
4. „Everybody in the Place“ (Fairground Mix) – 5:08
5. „Your Love“ (The Original Excursion) – 6:00
6. „Energy Flow (G-Force Part 1)“ – 5:18

### UK 7" vinyl Promo
1. „Charly“ (Alley Cat Mix 7" Edit) – 3:38
2. „Charly“ (Original Mix) – 3:56

### UK 12" vinyl, Digital Download & CD Promo
1. „Charly“ (Original Mix) – 3:56
2. „Pandemonium“ – 4:25
3. „Your Love“ – 6:00
4. „Charly“ (Alley Cat Mix) – 5:27

## Remixy
- „Charly“ (1991 Demo Remix) – 4:07
- „Charly“ (Alley Cat Remix) – 5:27
- „Charly“ (Alley Cat 7" Edit) – 3:38
- „Charly“ (Beltram Says Remix) – 3:29
- „Charly“ (Bit Me Remix) – 3:40
- „Charly“ (Dave Skywalker Remix) – 5:12
- „Charly“ (John O' Callaghan Remix) – 3:55
- „Charly“ (Peo De Pitte Remix) – 7:16
- „Charly“ (Red Head Remix) – 5:09
- „Charly“ (Trip Into Drum & Bass Remix) – 5:13
- „Charly“ (Trip Into Drum & Bass Paza Chip Remix) – 3:31
- „Charly“ (Zinc Remix) – 4:54

## Umístění
| Žebříček (1991)  | Nejvyšší pozice |
| ---------------- | --------------- |
| UK Singles Chart | 3               |